# Шитковський Сергій Сергійович
Сергій Сергійович Шитковський (народився 31 серпня 1970 у м. Мінську, СРСР) — білоруський хокеїст, правий нападник. 
Виступав за: «Динамо» (Мінськ), «Тівалі» (Мінськ), «Авангард» (Омськ), «Рубін» (Тюмень), «Сєвєрсталь» (Череповець), «Мечел» (Челябінськ), «Керамін» (Мінськ), «Юність» (Мінськ), «Юніор» (Мінськ).
У складі національної збірної Білорусі провів 51 матч (11 голів, 17 передач); учасник чемпіонатів світу 1994 (група C), 1995 (група C), 1998 і 2004 (дивізіон I).
Бронзовий призер МХЛ (1996). Чемпіон Білорусі (2004, 2005, 2006, 2009); володар Кубка Білорусі (2002, 2005). Володар Континентального кубка (2007).
У 2014 році був нагороджений медаллю «За трудові заслуги».
Шитковський грає у хокейній команді Олександра Лукашенка та є співвласником двох будівельних компаній. За даними Білоруського розслідувальницького центру, одна з цих компаній у 2021 році отримала три ділянки у Мінську для зведення багатоквартирного житла внаслідок розпорядження Лукашенка, а аукціоном. Розслідувачі заявили, що внаслідок такої передачі землі бюджет недорахувався десятків мільйонів доларів.